# Moshe Weinberg
Pour le compositeur, voir Mieczysław Weinberg.
Moshe Weinberg (en hébreu : משה ויינברג, parfois écrit Weinberger) était un lutteur israélien et l'entraîneur de l'équipe israélienne de lutte pour les Jeux olympiques d'été de 1972 né le 19 septembre 1939 à Haifa (Palestine britannique) et mort assassiné le 5 septembre 1972 à Munich en Allemagne. Il était également l'entraîneur de l'Hapoël Tel-Aviv.

## Carrière sportive
Weinberg commence sa carrière sportive à l'Hapoël Haïfa. Il a été jeune champion israélien de lutte. Il a également été premier du classement de lutte adulte des poids moyens pendant huit ans. Aux Maccabiades de 1965 (en), il remporte une médaille d'or en lutte gréco-romaine.
Il est ensuite devenu entraîneur certifié à l'Institut Wingate (en), poste qu'il a occupé pendant cinq ans.
En sa qualité d'entraîneur national de lutte, il participe aux Jeux olympiques d'été de 1972 à Munich. Il fait partie des 11 membres de l'équipe israélienne qui ont été tués par les terroristes palestiniens dans le cadre de ce que l'on appelle le "massacre de Munich".

## Prise d'otages de Munich
Tôt le matin du 5 septembre 1972, huit membres de l'organisation terroriste propalestinienne Septembre Noir entrent dans le village olympique de Munich, puis pénètrent par effraction dans l'appartement no 1 situé au 31 de la Connollystraße (en), dans lequel dorment cinq entraîneurs et deux arbitres de l'équipe olympique israélienne. Réveillé par le bruit des intrus, Moshe Weinberg se retrouve face à face avec le chef du groupe, Luttif Afif (en), dont la propre mère était juive et dont le père était un riche homme d'affaires arabo-chrétien de Nazareth, dans une chambre attenante. Weinberg s'empare d'un couteau à fruits à portée de main avant de recevoir une balle dans la joue après avoir attaqué Afif, lui entaillant la poche gauche de sa veste sans toutefois atteindre la peau.
Blessé, Moshe reçoit l'ordre des terroristes, sous la menace d'une arme, de leur montrer où se trouve le reste de l'équipe israélienne. Weinberg les a conduit non pas dans l'appartement 2, qui abritait les escrimeurs, les tireurs et les athlètes, mais vers l'appartement 3 qui abritait les haltérophiles et les lutteurs israéliens.
Pris par surprise, les six athlètes de l'appartement 3 sont pris en otage par les terroristes. Alors que ces derniers étaient ramenés dans l'appartement 1, Weinberg a de nouveau attaqué les intrus, assommant l'un d'eux, Mohammed Safady (en), ce qui a permis à l'un de ses lutteurs, Gad Tsobari (en), de s'échapper par un parking souterrain. Les terroristes abattent Weinberg, devenu trop dangereux, puis jettent son corps dans la rue. En déplaçant les otages vers l'appartement des entraîneurs, les terroristes tuent l'haltérophile Yossef Romano (en) après qu'il a tenté de résister aux terroristes. Les neuf otages restants sont également tués par la suite des évènements, à différents moments de la prise d'otage. Atif et quatre autres terroristes finissent par être tués par les forces de l'ordre allemandes le 6 septembre.
Le cousin de Moshe, Carmel Eliash (en) — qui était, au moment des Jeux olympiques, le maire de Tirat Carmel (en hébreu : טִירַת כַּרְמֶל), une ville du district de Haïfa en Israël — a été victime d'une crise cardiaque à la cérémonie commémorative publique tenue le lendemain des attaques.
Le fils de Weinberg, l'acteur Guri Weinberg (en) (marié à l'actrice Tammy Lauren), a interprété son père dans le film Munich sorti en 2005.